# 苯甲酰丙酮
苯甲酰丙酮是一种有机化合物，化学式为C6H5C(O)CH2C(O)CH3。它是一种β-二羰基化合物，为许多杂环化合物（如吡唑）的前体。苯甲酰丙酮主要以烯醇（C6H5C(OH)=CHC(O)CH3）的形式存在。它的共轭碱（pKa = 8.7）可以和过渡金属或镧系金属形成稳定的配合物。